# Francesco Torelli

Stemma Torelli

Francesco Torelli (Montechiarugolo, ... – Parma, 6 settembre 1518) era conte di Montechiarugolo.

## Biografia
Francesco era il figlio secondogenito di Marsilio, conte di Montechiarugolo, e della nobile Paola Secco d'Aragona, nonché fratello del conte Cristoforo II.
Francesco fece il proprio ingresso nello scenario politico della famiglia Torelli di Montechiarugolo nell'anno 1500, quando Luigi XII di Francia confiscò al fratello regnante Cristoforo II tutti i suoi possedimenti, nominando due persone di propria fiducia per l'amministrazione di tali beni.
Cristoforo II venne costretto ad abdicare, ma Francesco non si diede per vinto e perorò in tutti i modi la propria causa per riottenere i propri feudi. Grazie all'influenza di Ambrogio Trivulzio, col quale era imparentato, fece appello al cardinale Giorgio d'Amboise, governatore di Milano, il quale riuscì a far ottenere da Luigi XII metà del feudo estorto, ricomprandolo.
Ma l'intento di Francesco era quello di impadronirsi di tutte le proprie terre: così facendo, vedendo che la diplomazia era poco utile, il nobile Torelli decise di ricomprare il proprio feudo dalla corona francese, compreso il castello di famiglia che ivi sorgeva (siamo qui nel 1504), impegnandosi subito per la ricostruzione del paese dopo l'occupazione francese.
Nel 1508 anche il fratello Cristoforo II ottenne il perdono da Luigi XII, ma decise di comune accordo con Francesco di lasciare a quest'ultimo piena autonomia di governo, acconsentendo a ritirarsi nel proprio feudo di Coenzo (ereditato dalla moglie), dove morì nel 1543, rinunciando per sé e per i propri figli alla Contea di Montechiarugolo.
Morì a Parma dove era governatore molto odiato il 6 settembre 1518, e gli successe il figlio primogenito Paolo.

## Discendenza
Nel 1499 Francesco sposò Damigella Trivulzio, figlia del patrizio milanese Giovanni Trivulzio, consignore di Borgomanero, e di Angiola Martinengo, la quale era anche cugina del famoso Gian Giacomo, maresciallo di Francia. Ebbero cinque figli:
- Paolo (?-1545),[1] suo successore nella contea
- Paola, sposò Giampietro da Barbiano[1]
- Anastasia[1]
- Orsina[1]
- Angela,[1] sposò Venceslao Rangoni.

Ebbe anche un figlio naturale, Gaspero.

## Ascendenza
|                      |               |                         | Genitori              |  |  | Nonni |  |  | Bisnonni      |  |  | Trisnonni         |  |
|                      |               |                         |                       |  |  |       |  |  | Guido Torelli |  |  | Marsiglio Torelli |  |
|                      |               |                         |                       |  |  |       |  |  | Guido Torelli |  |  | Marsiglio Torelli |  |
|                      |               | Elena d'Arco            |                       |  |  |       |  |  | Guido Torelli |  |  |                   |  |
| Cristoforo I Torelli |               |                         |                       |  |  |       |  |  | Guido Torelli |  |  |                   |  |
|                      |               | Orsina Visconti         | Antonio Visconti      |  |  |       |  |  |               |  |  |                   |  |
|                      |               | Orsina Visconti         | Antonio Visconti      |  |  |       |  |  |               |  |  |                   |  |
|                      |               | Orsina Visconti         | Anastasia Carcano     |  |  |       |  |  |               |  |  |                   |  |
| Marsilio Torelli     |               | Orsina Visconti         |                       |  |  |       |  |  |               |  |  |                   |  |
|                      |               | Marco I Pio             | Giberto I Pio         |  |  |       |  |  |               |  |  |                   |  |
|                      |               | Marco I Pio             | Giberto I Pio         |  |  |       |  |  |               |  |  |                   |  |
|                      |               | Marco I Pio             | Bianca Casati         |  |  |       |  |  |               |  |  |                   |  |
| Taddea Pio           |               | Marco I Pio             |                       |  |  |       |  |  |               |  |  |                   |  |
|                      |               | Taddea de' Roberti      | Cabrino de' Roberti   |  |  |       |  |  |               |  |  |                   |  |
|                      |               | Taddea de' Roberti      | Cabrino de' Roberti   |  |  |       |  |  |               |  |  |                   |  |
|                      |               | Taddea de' Roberti      | Margherita del Sale   |  |  |       |  |  |               |  |  |                   |  |
| Francesco Torelli    |               | Taddea de' Roberti      |                       |  |  |       |  |  |               |  |  |                   |  |
|                      | Giacomo Secco | Marco Secco             |                       |  |  |       |  |  |               |  |  |                   |  |
|                      | Giacomo Secco | Marco Secco             |                       |  |  |       |  |  |               |  |  |                   |  |
|                      | Giacomo Secco | Lantelmina da Vistarino |                       |  |  |       |  |  |               |  |  |                   |  |
| Francesco Secco      | Giacomo Secco |                         |                       |  |  |       |  |  |               |  |  |                   |  |
|                      |               | Luchina del Cerro       | …                     |  |  |       |  |  |               |  |  |                   |  |
|                      |               | Luchina del Cerro       | …                     |  |  |       |  |  |               |  |  |                   |  |
|                      |               | Luchina del Cerro       | …                     |  |  |       |  |  |               |  |  |                   |  |
| Paola Secco          |               | Luchina del Cerro       |                       |  |  |       |  |  |               |  |  |                   |  |
|                      |               | Ludovico III Gonzaga    | Gianfrancesco Gonzaga |  |  |       |  |  |               |  |  |                   |  |
|                      |               | Ludovico III Gonzaga    | Gianfrancesco Gonzaga |  |  |       |  |  |               |  |  |                   |  |
|                      |               | Ludovico III Gonzaga    | Paola Malatesta       |  |  |       |  |  |               |  |  |                   |  |
| Caterina Gonzaga     |               | Ludovico III Gonzaga    |                       |  |  |       |  |  |               |  |  |                   |  |
|                      |               | …                       | …                     |  |  |       |  |  |               |  |  |                   |  |
|                      |               | …                       | …                     |  |  |       |  |  |               |  |  |                   |  |
|                      |               | …                       | …                     |  |  |       |  |  |               |  |  |                   |  |
|                      |               | …                       |                       |  |  |       |  |  |               |  |  |                   |  |